# AES+F
Pour les articles homonymes, voir AES.

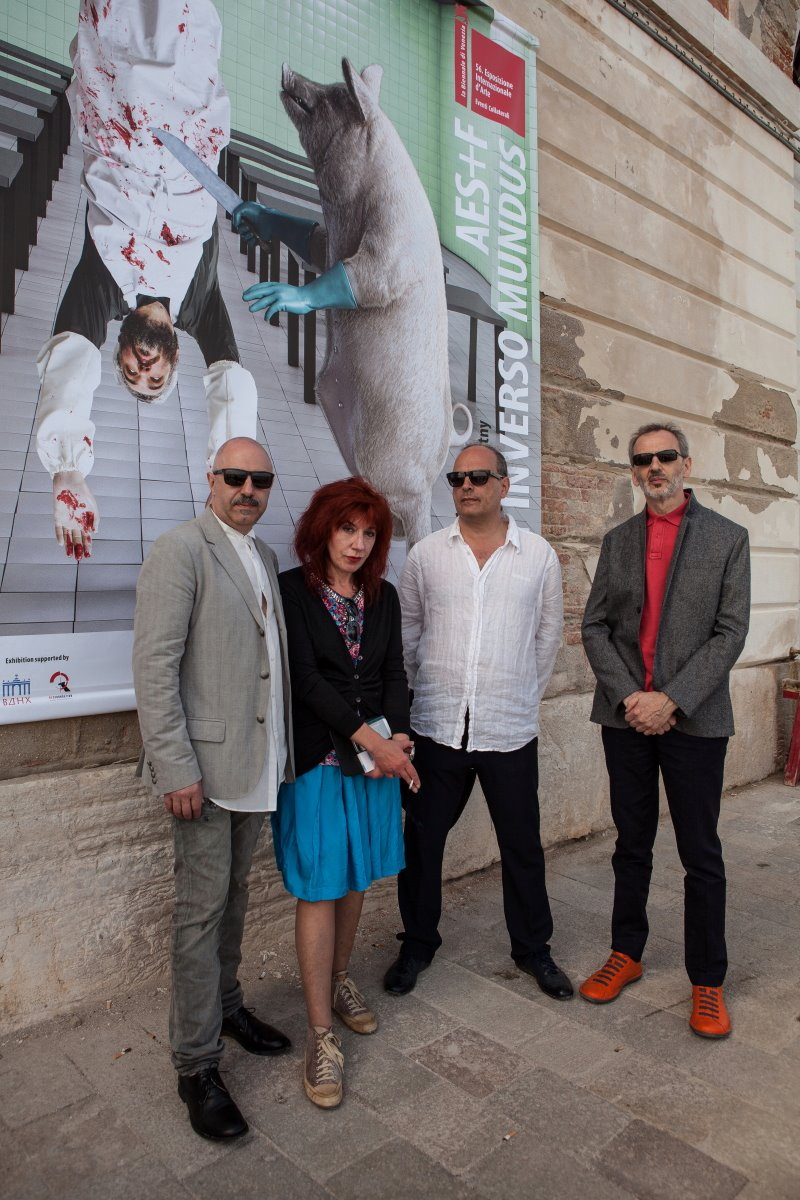
Photo des quatre artistes, prise par Asvyatsky le 13 mai 2015 pour l'ouverture de la Biennale de Venise.

AES+F est un groupe d'artistes russes d'art contemporain. Il est composé de Tatiana Arzamasova (1955), Lev Evzovich (1958), Evgeny Svyatsky (1957), et Vladimir Fridkes (1956). Arzamasova, Evzovich et Svyatsky ont créé le groupe AES en 1987. En 1997, Friedkes a rejoint AES et le groupe a changé pour AES+F. Le quatuor travaille surtout avec la photographie, l’art graphique et la vidéo, tout en conservant les disciplines traditionnelles comme la peinture et la sculpture. Ils vivent et travaillent à Moscou.

## Expositions
- AES+F. Theatrum mundi, au Musée d’art et d’Histoire de Genève, 2018[2]